# Парламентские выборы в Австрии (2024)
28-е (очередные) Парламентские выборы в Австрии прошли 29 сентября 2024 года. На них были избраны 183 члена 28-го созыва Национального совета, нижней палаты Парламента Австрии.
Победу одержала Австрийская партия свободы, получив по предварительным подсчетам, проведённым ORF, 28,9% голосов избирателей и 57 мест. Правящая Австрийская народная партия заняла второе место, потеряв 20 мест.

## Предыстория
Предыдущие выборы прошли досрочно в 2019 году после скандала «Ибица-гейт», который привёл к распаду коалиционного правительства канцлера Себастьяна Курца, в состав которого входили Австрийская народная партия и Австрийская партия свободы. 27 мая 2019 года парламент вынес вотум недоверия Курцу, и на следующий день, последний ушёл в отставку